# サルバン (チャガタイ家)
サルバン（モンゴル語: Сарбан, ラテン文字表記: Sarban, 生没年不詳）は、チンギス・カンの次男チャガタイの息子で、モンゴル帝国の皇族。『集史』ではساربان (Sārbān) と表記される。モンケの息子サルバンとは同名の別人である。

## 概要
『集史』の多くの写本ではサルバンをチャガタイの第4子とし、弟にイェス・モンケ（第5子）とバイダル（第6子）がいたと記しているが、別の箇所ではイェス・モンケが第3子であったとも記している。これは、嫡子・庶子の区別の厳しいモンゴル社会においては嫡子のみを数える場合が多く、庶子を数えない「チャガタイの嫡子」の中ではイェス・モンケが第3子になるためである。このため、サルバンの母親は身分の低い側室だったのではないかと推測されている。
『集史』や『元史』といった史料にはサルバンに関する記述は少なく、サルバンの母親がどのような人物であったかについても記録がない。
息子にはクシカとニクベイがおり、クシカはモンケ・カーンの南宋遠征に従軍したことが記録されている。ニクベイはバラクの死後に一時チャガタイ・ウルス当主の座に就いたが、カイドゥと対立し最期には戦死した。

## チャガタイの子サルバンの家系
- チャガタイ（Čaγatai, 察合台／چغتاى Chaghatāī）
  - サルバン（Sarban,ساربانSārbān）
    - クシカ（Qušiqi,قوشیقی Qūshīqī）
    - ニクベイ（Negübei,聶古伯／نیکبایNīkbāī）